# ليون بورجوا
ليون بورجوا (Léon Bourgeois) واسمه الكامل هو ليون فيكتور اوغوست بورجوا (Léon Victor Auguste Bourgeois) هو سياسي فرنسي. ولد في 21 مايو 1851 في باريس، وتوفي في 29 سبتمبر 1925.
درس الحقوق وعمل في المحاماة مدة قصيرة. انتخب سنة 1888 نائبا في البرلمان الفرنسي وأصبح سنة 1890 وزير داخليتها. مثل فرنسا في مؤتمر الجزيرة الخضراء وكان عندها وزير خارجيتها.في سنة 1903 عين عضوا في المحكمة الدائمة للتحكيم بلاهاي. شارك في إنشاء عصبة الأمم وأصبح في سنة 1919 أول رئيس لها.
حاز سنة 1920 على جائزة نوبل للسلام وترأس كذلك في نفس السنة مجلس الشيوخ الفرنسي.

## روابط خارجية
- ليون بورجوا على موقع الموسوعة البريطانية (الإنجليزية)
- ليون بورجوا على موقع إن إن دي بي (الإنجليزية)